# Unités de mesure thaïlandaises
La Thaïlande, comme de nombreux autres pays, a ses propres unités de mesure traditionnelles.
Après métrification, ces unités ont été alignées sur des multiples simples du Système international d'unités[réf. nécessaire].

## Longueur
| Unité   | Écriture thaï | Prononciation (API) | Sens                                  | Équivalent | Valeur SI  |
| ------- | ------------- | ------------------- | ------------------------------------- | ---------- | ---------- |
| Krabiat | กระเบียด       | [krà.bìat]          | Un quart de doigt                     |            | 0,520 8 cm |
| Nio     | นิ้ว            | [níw]               | Pouce siamois Cf. Doigt (unité) Pouce | 4 krabiat  | 2,083 cm   |
| Khuep   | คืบ            | [kʰɯ̂ːp]             | Empan                                 | 12 nio     | 25 cm      |
| Sok     | ศอก           | [sɔ̀ːk]              | Coudée                                | 2 khuep    | 50 cm      |
| Wa      | วา            | [wāː]               | Brasse (unité) Fathom Bras tendus     | 4 sok      | 2 m        |
| Sen     | เส้น           | [sên]               | Corde Cf. Rope (unité) Chaîne (unité) | 20 wa      | 40 m       |
| Yot     | โยชน์          | [jôːt]              | Yojana Cf. Lieue ,                    | 400 sen    | 16 km      |

## Surface
| Unité     | Écriture thaï | Prononciation (API) | Sens       | Équivalent    | Valeur          |
| --------- | ------------- | ------------------- | ---------- | ------------- | --------------- |
| Tarang wa | ตารางวา       | [tāː.rāːŋ wāː]      | Wa carré   |               | 4 m2            |
| Ngan      | งาน           | [ŋāːn]              | Travail    | 100 tarang wa | 400 m2          |
| Rai       | ไร่            | [râj]               | Plantation | 4 ngan        | 1 600 m2 (16 a) |

## Volume
| Unité   | Écriture thaï | Prononciation (API) | Sens                                           | Équivalent | Valeur     |
| ------- | ------------- | ------------------- | ---------------------------------------------- | ---------- | ---------- |
| Yip mue | หยิบมือ         | [jìp mɯ̄ː]           | Pincée (unité)                                 |            | 7,812 5 ml |
| Kam mue | กำมือ          | [kām mɯ̄ː]           | Grains tenus dans une main fermée              | 4 yip mue  | 31,25 ml   |
| Fai mue | ฟายมือ         | [fāːj mɯ̄ː]          | Grains tenus dans la paume                     | 4 kam mue  | 125 ml     |
| Thanan  | ทะนาน         | [tʰa.nāːn]          | Coquille de noix de coco utilisée pour mesurer | 8 fai mue  | 1 l        |
| Thang   | ถัง            | [tʰǎŋ]              | Seau                                           | 20 thanan  | 20 l       |
| Kwian   | เกวียน         | [kwīːan]            | Cf. Chariot Tombereau                          | 100 thang  | 2 000 l    |

## Masse
| Unité    | Écriture thaï | Prononciation (API) | Sens  | Équivalent  | Valeur  |
| -------- | ------------- | ------------------- | ----- | ----------- | ------- |
| Salueng  | สลึง           | [sa.lɯ̌ŋ]            |       |             | 3,75 g  |
| Baht     | บาท           | [bàːt]              | Tical | 4 salueng   | 15 g    |
| Tamlueng | ตำลึง          | [tām.lɯ̄ŋ]           | Tael  | 4 baht      | 60 g    |
| Chang    | ชั่ง            | [tɕʰâŋ]             | Catty | 20 tamlueng | 1 200 g |
| Hap      | หาบ           | [hàːp]              | Picul | 50 chang    | 60 kg   |